# Companyia d'Osona
La Companyia d'Osona, coneguda com Els Vigatans fou una unitat paramilitar catalana del tipus miquelet que practicava la guerra guerrejada inicialment contra les tropes franceses que penetraven a Catalunya, però que, més tard, quan arribà el problema de la successió a la corona d'Espanya, s'aixecaren en armes en favor de Carles d'Austria enfront de Felip V d'Espanya.
En foren membres destacats d'aquest cos Francesc Macià i Ambert Bac de Roda, Jaume Puig conegut com el Castellnou de Perafita, en Josep Moragues, Josep Mas de Roda, Carles de Regàs i Cavalleria de Manlleu, Pau Arbell de Vic, entre d´altres.

## La Reunió dels Vigatans i el Pacte de Gènova
El virrei de Catalunya va exigir a l'abril de 1705 a les autoritats de les vegueries un jurament de fidelitat explícit a Felip V. El vicari general del Capítol de Vic, Llorenç Tomàs, convocà els capitostos dels Vigatans el 17 de maig de 1705 a l'ermita de Sant Sebastià de la parròquia de Santa Eulàlia de Riuprimer.
En la reunió s'acordà la voluntat que la Gran Aliança fes un gran desembarcament de tropes prop de Barcelona. A canvi, els Vigatans havien de provocar un aixecament amb 6.000 homes que servís de cap de pont al posterior desembarcament de tropes. Aquestes propostes, conegudes amb el nom de Pacte dels Vigatans, foren la base que serví per a signar, el 20 de juny d'aquell mateix any, l'anomenat Pacte de Gènova, amb els representants anglesos.

## El seu paper en la Guerra de Successió
A partir d'aquell moment, la seva principal missió fou la de provocar petits aixecaments i revoltes a la Vegueria d'Osona, per anar preparant el terreny i es van armar diverses companyies de miquelets comandades per Josep Moragues i Mas, que actuaren obertament controlant les comunicacions des de l'interior fins a Barcelona. El dia 1 de juliol del 1705 els Vigatans proclamen rei a Carles III a la Plaça de Vic.
El 29 de juliol del mateix any va tenir lloc una de les primeres topades entre ambdós bàndols. El diputat militar borbònic Climent Solanell i el coronel Manegat que comandaven uns 400 homes es dirigia a la vila de Centelles. Amb ells s'havia de reunir el Marquès de Sant Telm i tres esquadrons. De Centelles, amb l'ajuda del poble, pensaven ocupar l'austriacista Vic. Els vigatans els sorprengueren quan creuaven el riu Besòs, dispersant-los i prenent-los molt armament. Les tropes borbòniques es referen i intentaren de nou d'entrar a la Plana de Vic, aquest cop amb 800 homes. Aquesta batalla dirigida hàbilment pel General Moragues significà la derrota de nou dels assaltants, coneguda com la batalla del Congost.
El 22 d'agost del 1705 desembarquen les tropes de l'Aliança a Barcelona i els Vigatans reuneixen prop de 7.000 homes. Barcelona esdevé sota el poder dels austriacistes després dels atacs al Castell de Montjuïc, el 9 de novembre del 1705. Els caps dels Vigatans reberen títols militars i foren convertits en el Regiment de Reials Guàrdies Catalanes.
El 17 d'abril del 1711 moria sense descendència l'emperador Josep I. Carles fou el nou arxiduc. Catalunya es tornava a quedar sola. Les tropes austroalemanyes començaren un progressiu replegament. Els Vigatans tornaren a aixecar partides i continuaren amb la tàctica de guerrilles, però ara en una situació molt més difícil. La seva tropa rebé la missió de defensar Barcelona. El 28 d'agost del 1713, les tropes borbòniques de Feliciano de Bracamonte enfilaren el Congost i venceren els Vigatans i l'Expedició del Braç Militar d'Antoni Francesc de Berenguer i de Novell. Osona era ocupada i comandada pels borbònics. Seguí una ferotge repressió del moviment que representaven els Vigatans, amb l'execució d'alguns dels seus comandants (Bac de Roda, Josep Moragues, etc.).